# Кашинцовы
Кашинцовы — русские дворянские роды, одного происхождения с Бороздиными, Житовыми, Шишковыми, Пусторослевыми и Колединскими.
Род внесён в Бархатную книгу. При подаче документов 03 декабря 1686 года, для внесения рода в Бархатную книгу, была предоставлена родословная роспись Кашинцовых, а также был подан протест их однородцев Борисовых-Борозниных и Колединских против внесения родословий Кашинцовых в главу Бороздиных. Указ о внесении родословий Кашинцовых, после долгих разбирательств, состоялся (июль 1688) с записью родословий Кашинцовых в главу Бороздиных.

## Происхождение и история рода
Их предок Юрья Лозынич выехал из Волыни в Тверь в середине XIV века. Иван Григорьевич Бороздин по прозванию Кашинец, был потомком Юрия Лозынича в седьмом колене. Дети и потомки его писались уже не Бороздиными, а Кашинцовыми. Яков Алексеевич Кашинцов посол к ногайским князьям (1537), воевода в Казанском походе (1544).
Эта фамилия Кашинцовых внесена в Бархатную книгу, а в ОГДР не внесена.
Другая фамилия Кашинцовых, родоначальник Иван Иванович Кашинцов, за усердие и верную службу отечеству в смутное время, пожалован поместьем (1614). Этот род Кашинцовых внесён в VI и II части родословной книги Владимирской, Воронежской, Тверской и Харьковской губерний (Герб. Часть VIII. № 36).
Есть также 2 рода Кашинцовых более позднего происхождения.

## Описание гербов

#### Герб Кашинцовых 1785 г.
В Гербовнике Анисима Титовича Князева 1785 года имеется печать с гербом Никанора Кашинцова, который не имеет ничего общего с официально утвержденным: щит разделён по вертикали и горизонтали на четыре части, первое и четвёртое поля — коричнево-лиловое, второе и третье поля — красное. В данных полях изображены серебряные фигуры: в первом поле — меч, диагонально к левому нижнему углу. Во втором и третьем полях — месяц, рогами обращенный к середине щита, в четвёртом поле — цветок (лилия). (прим: герб рода Крюковых). Щит увенчан коронованным дворянским шлемом с клейнодом на шее. Нашлемник: три страусовых пера. Вокруг щита фигурная виньетка. Намёт отсутствует.

#### Герб. Часть VIII. № 36.
В щите, имеющем голубое и красное поля, видны выходящие из шахматного поля, составленного из золота, серебра, красного и голубого цвета две в серебряных латах руки, локтями обращённые к середине щита, держащие крестообразно две шпаги, на середине коих изображен золотой крест.
Щит увенчан дворянскими шлемом и короной. Нашлемник: выходящий лев с саблей, по сторонам его означены два чёрных орлиных крыла, с двумя на каждом золотыми полосами и серебряною между них шестиугольною звездою. Намёт на щите красный и голубой, подложенный золотом.

## Известные представители
- Кашинцов Григорий Алексеевич — стряпчий (1658).
- Кашинцовы: Михаил Провоторхов, Михаил Тархович, Иван Михайлович — московские дворяне (1658—1692).
- Кашинцовы: Никифор Образцов, Пётр и Иван Григорьевичи, Иван Григорьевич Большой — стольники (1677—1692)[5].
- Кашинцов Иван большой Григорьевич — воевода в Шуе (1700).